# How to Make Millions Before Grandma Dies
How to Make Millions Before Grandma Dies (Thai: Lahn Mah) is een Thaise komische dramafilm uit 2024, geregisseerd door Pat Boonnitipat. Het is de regiedebuut van Pat en werd samen geschreven met Thodsapon Thiptinnakorn. Het zijn de debuutrollen van Putthipong Assaratanakul en Usha Seamkhum in een langspeelfilm.

## Verhaal
M (Putthipong) is gestopt met zijn universiteitsopleiding en heeft maar weinig geld. Zijn grootmoeder (Usha) heeft maagkanker en heeft niet lang meer te leven, wat haar familie van haar verbergt. M besluit om voor zijn terminaal zieke grootmoeder te zorgen om zo haar erfenis te innen.

## Rolverdeling
| Acteur                             | Personage    |
| ---------------------------------- | ------------ |
| Putthipong "Billkin" Assaratanakul | M            |
| Usha "Taew" Seamkhum               | Mengju Saeji |
| Sarinrat "Jear" Thomas             | Sew          |
| Sanya "Duu" Kunakorn               | Kiang        |
| Pongsatorn "Phuak" Jongwilas       | Soei         |
| Tontawan "Tu" Tantivejakul         | Mui          |
| Duangporn Oapirat                  | Pinn         |
| Himawari Tajiri                    | Rainbow      |

## Productie

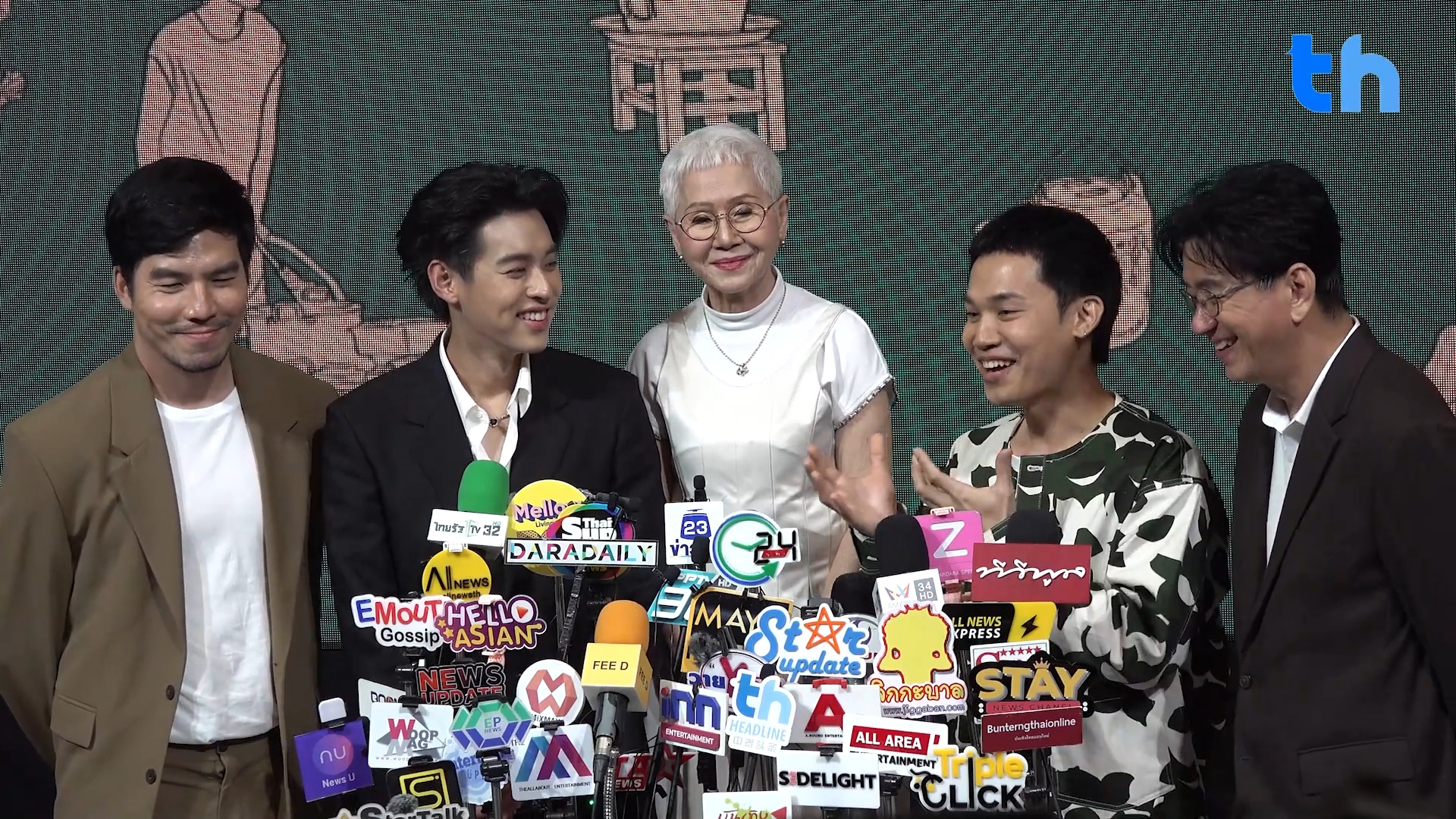
Van links naar rechts: Pongsatorn, Putthipong, Usha, Pat en Sanya

De ontwikkeling van de film begon in 2020 nadat Thodsapon de eerste versie van het scenario had voltooid. Het scenario onderging verschillende herzieningen nadat Pat was aangenomen als regisseur. 
De film werd opgenomen voornamelijk in Talat Phlu, een wijk in Bangkok die wordt erkend als een van de chinatowns van de stad. Opnamelocaties waren onder andere de Talat Phlu Market en Wat Chantharam Worawihan. Beide plaatsen werden populaire locaties om te bezoeken onder fans van de film. Volgens Putthipong duurde het filmen 25 dagen en werd er voornamelijk gefilmd met één camera.
Putthipong was de eerste keuze van de producer, maar Pat vond zijn eerste auditie maar niks; Putthipong werd aangenomen na een tweede auditie, nadat hij een lange pauze had genomen om acteerlessen te volgen. Pat wilde de 78-jarige Usha na haar auditie meteen casten. Zijn assistent-regisseur ontdekte haar via een modellenbureau waar Usha was ingeschreven nadat ze had meegedaan aan een video voor een danswedstrijd voor senioren in 2019. Over het casten van Usha zei Pat: "Ik wilde dat het acteerwerk natuurlijk zou zijn, de ideale manier om natuurlijk te zijn is om iemand te vinden die nog nooit heeft geacteerd. [Usha] had geen voorkennis van acteren. Ze geloofde gewoon in het verhaal. Ze werd een acteur. Het is haar gave en het is heel charmant.".

## Release en ontvangst
De film ging op 4 april 2024 in première. Volgens de GDH is de film gezien door meer dan tien miljoen mensen. De film heeft wereldwijd naar schatting 73,8 miljoen dollar opgebracht en werd de op één na meest succesvolle binnenlandse Thaise film van 2024, de meest succesvolle Thaise film wereldwijd en brak ook meerdere records in verschillende landen in Azië. 
De film werd door critici geprezen om zijn regie, scenario, acteerprestaties en muziek. De film werd geselecteerd als Thailands inzending voor de Academy Award voor beste internationale film bij de 97ste Oscaruitreiking en was Thailands eerste inzending die doorging naar de shortlist van 15 films.

## Prijzen en nominaties
De belangrijkste:
| Jaar | Prijs                                    | Categorie                                     | Genomineerde(n) | Uitslag     |
| ---- | ---------------------------------------- | --------------------------------------------- | --- | ----------- |
| 2025 | Gold List                                | Beste film                                    | How to Make Millions Before Grandma Dies                                                                                                  | Genomineerd |
| 2025 | Gold List                                | Beste hoofdrol                                | Putthipong Assaratanakul | Genomineerd |
| 2025 | Asian Film Awards                        | Beste nieuwkomer                              | Putthipong Assaratanakul | Genomineerd |
| 2025 | Thai Film Director Awards                | Beste film                                    | Jira Maligool and Vanridee Pongsittisak                                                                                                   | Gewonnen    |
| 2025 | Thai Film Director Awards                | Beste regisseur                               | Pat Boonnitipat | Gewonnen    |
| 2025 | Thai Film Director Awards                | Beste acteur                                  | Putthipong Assaratanakul | Gewonnen    |
| 2025 | Thai Film Director Awards                | Beste actrice                                 | Usha Seamkhum | Gewonnen    |
| 2025 | Thai Film Director Awards                | Beste bijrol                                  | Sanya Kunakorn | Genomineerd |
| 2025 | Thai Film Director Awards                | Beste bijrol                                  | Pongsatorn Jongwilas | Genomineerd |
| 2025 | Thai Film Director Awards                | Beste vrouwelijke bijrol                      | Sarinrat Thomas | Genomineerd |
| 2025 | Thai Film Director Awards                | Beste vrouwelijke bijrol                      | Tontawan Tantivejakul | Genomineerd |
| 2025 | Thai Film Director Awards                | Beste scenario                                | Thodsapon Thiptinnakorn and Pat Boonnitipat                                                                                               | Gewonnen    |
| 2025 | Thai Film Director Awards                | Beste ensemble                                | Putthipong Assaratanakul, Usha Seamkhum, Sanya Kunakorn, Sarinrat Thomas, Pongsatorn Jongwilas, Tontawan Tantivejakul and Himawari Tajiri | Genomineerd |
| 2025 | Thai Film Director Awards                | Beste originele muziek                        | Jaithep Raroengjai | Gewonnen    |
| 2025 | Thai Film Director Awards                | Beste Cinematografie                          | Boonyanuch Kraithong | Gewonnen    |
| 2025 | Thai Film Director Awards                | Beste Montage                                 | Thammarat Sumethsupachok | Gewonnen    |
| 2025 | Kom Chad Luek Awards                     | Beste film                                    | How to Make Millions Before Grandma Dies                                                                                                  | Gewonnen    |
| 2025 | Kom Chad Luek Awards                     | Beste regisseur                               | Pat Boonnitipat | Genomineerd |
| 2025 | Kom Chad Luek Awards                     | Beste acteur                                  | Putthipong Assaratanakul | Genomineerd |
| 2025 | Kom Chad Luek Awards                     | Beste actrice                                 | Usha Seamkhum | Genomineerd |
| 2025 | Kom Chad Luek Awards                     | Beste bijrol                                  | Pongsatorn Jongwilas | Genomineerd |
| 2025 | Kom Chad Luek Awards                     | Beste vrouwelijke bijrol                      | Sarinrat Thomas | Genomineerd |
| 2025 | Kom Chad Luek Awards                     | Beste scenario                                | Thodsapon Thiptinnakorn and Pat Boonnitipat                                                                                               | Gewonnen    |
| 2024 | New York Asian Film Festival             | Publieksprijs                                 | How to Make Millions Before Grandma Dies                                                                                                  | Gewonnen    |
| 2024 | KinoBravo International Film Festival    | Beste actrice                                 | Usha Seamkhum | Gewonnen    |
| 2024 | KinoBravo International Film Festival    | Beste cinematografie                          | Boonyanuch Kraithong | Gewonnen    |
| 2024 | Miami Film Festival                      | Publieksprijs                                 | How to Make Millions Before Grandma Dies                                                                                                  | Genomineerd |
| 2024 | Zagreb Film Festival                     | PLUS Award voor Beste film van the Young Jury | How to Make Millions Before Grandma Dies                                                                                                  | Gewonnen    |
| 2024 | Asia Pacific International Film Festival | Beste film                                    | How to Make Millions Before Grandma Dies                                                                                                  | Gewonnen    |
| 2024 | Asia Pacific International Film Festival | Beste regisseur                               | Pat Boonnitipat | Genomineerd |
| 2024 | Asia Pacific International Film Festival | Beste hoofdrolspeler                          | Putthipong Assaratanakul | Gewonnen    |
| 2024 | Asia Pacific International Film Festival | Beste hoofdrolspeelster                       | Usha Seamkhum | Genomineerd |
| 2024 | Asia Pacific International Film Festival | Beste bijrolspeelster                         | Tontawan Tantivejakul | Genomineerd |
| 2024 | Asia Pacific International Film Festival | Beste originele scenario                      | Thodsapon Thiptinnakorn and Pat Boonnitipat                                                                                               | Gewonnen    |
| 2024 | Asia Pacific International Film Festival | Beste originele muziekscore                   | Jaithep Raroengjai | Genomineerd |
| 2024 | Asia Pacific International Film Festival | Beste art direction                           | Tassanai Lertkai | Genomineerd |
| 2024 | Asia Pacific International Film Festival | Beste make-up en kostuumontwerp               | Jirateep Kluewan and Chayanuch Savekvattana                                                                                               | Genomineerd |